# Jürgen Diestelmann
Jürgen Diestelmann (* 29. Mai 1928 in Coburg; † 29. Dezember 2014 in Braunschweig) war ein deutscher evangelisch-lutherischer Theologe. Er trat vor allem durch historisch-theologische Untersuchungen zu Lehre und Praxis des heiligen Abendmahls bei Martin Luther und deren folgenreicher Veränderung durch Philipp Melanchthon hervor.

## Leben
Diestelmann verbrachte Kindheit und Jugend in Königslutter am Elm und besuchte das Wilhelm-Gymnasium in Braunschweig, wo er 1948 – nach vorübergehendem Schulbesuch im thüringischen Schleusingen und Dienst als Luftwaffenhelfer – das Abitur ablegte. Er studierte evangelische Theologie in Mainz, Göttingen und Tübingen. Nach dem Zweiten Examen folgte 1953 sein Vikariat in der Braunschweiger Kirchengemeinde Brüdern-St. Ulrici, wo er selbst später Pfarrer war. Am 16. Juni 1955 wurde er ordiniert. 1956–1968 war er Pfarrer in Salzgitter-Gebhardshagen, 1968–1975 in Alfershausen (Mittelfranken) und von 1975 bis zur Emeritierung 1990 an der Brüdernkirche in Braunschweig, deren gottesdienstliches Leben er nachhaltig prägte.
In seinen Veröffentlichungen beschäftigte er sich hauptsächlich mit der lutherischen Lehre und Praxis des Abendmahls. Er war Mitherausgeber des „Brüdern-Rundbriefes“.

## Veröffentlichungen (Auswahl)
- Stiftskirche zu Königslutter. Kleine Kunstführer für Niedersachsen, Heft 9, Göttingen 1954 (in mehreren Auflagen erschienen.)
- Konsekration. Luthers Abendmahlsglaube in dogmatisch-liturgischer Sicht. An Hand von Quellenauszügen dargestellt. Lutherisches Verlagshaus, Berlin 1960 (= Luthertum. Eine Schriftenreihe, hrsg. von W. Zimmermann, Heft 22).
- mit Joachim Heubach, Ernst Kinder, Martin Wittenberg u. a.: Erklärung evangelisch-lutherischer Pastoren zur Frage der Zulassung von Frauen zum geistlichen Amt. 1963.
- mit Johannes Kettel: Die Brüdernkirche in Braunschweig. Langewiesche-Bücherei, Königstein/Taunus 1982, ISBN 3-7845-0285-7.
- als Hrsg.: Kirchen, Klöster, Heilige. Vorreformatorische Kirchengeschichte Braunschweigs im Werke Hermann Botes. M. Kuhle, Braunschweig 1988.
- Actio sacramentalis. Die Verwaltung des Heiligen Abendmahles nach den Prinzipien Martin Luthers in der Zeit bis zur Konkordienformel. Mit einem Quellenanhang und mehreren Registern, Verlag der Lutherischen Buchhandlung Harms, Groß Oesingen 1996, ISBN 3-86147-003-9.
- als Hrsg. mit Wolfgang Schillhahn: Einträchtig lehren. Festschrift für Bischof Dr. Jobst Schöne. Verlag der Lutherischen Buchhandlung, Groß Oesingen 1997, ISBN 3-86147-140-X.
- Über die lutherische Messe. Gemeindevorträge und Abhandlungen. Verlag der Lutherischen Buchhandlung Harms, Groß Oesingen 1998, ISBN 3-86147-006-3.
- Usus und Actio. Das Heilige Abendmahl bei Luther und Melanchthon. Pro Business Verlag, Berlin 2007, ISBN 978-3-86805-032-5.
- Einladung zu Wort und Sakrament. Fünf Kapitel über die lutherische Messe. Verlag Pro Business Berlin 2012, ISBN 978-386386-196-4.
- Am Grabe Luthers. Nachdenkliche und kritische Gedanken zum Reformationsjubiläum 2017. Berlin 2013, ISBN 978-3-86386-433-0.
- Luther oder Melanchthon? Der Bruch einer historischen Freundschaft und die Folgen für die heutige Ökumene und das Reformationsgedenken 2017. Verlag Pro Business, Berlin 2014, ISBN 978-3-86386-690-7.